# Quadraceps fissus
Quadraceps fissus är en insektsart som först beskrevs av Hermann Burmeister 1838.  Quadraceps fissus ingår i släktet Quadraceps, och familjen fjäderlöss. Arten är reproducerande i Sverige.